# Five by Five: EP
Five by Five är en EP av The Hooters, utgivet 2010.  Här gör bl.a. The Hooters sina egna versioner av Joan Osbournes "One of Us" och Cindy Laupers "Time After Time", vilka är skrivna av Eric Bazilian respektive Rob Hyman.

## Låtlista[2]
1. Pissing In The Rhine  (Tysk text)
2. Silver Lining
3. One Of Us
4. Time After Time (Lauper, Hyman)
5. Really Fine Wine

Producerad av Nick Jameson

## Musiker
- Eric Bazilian: sång, gitarrer, mandolin
- Rob Hyman: sång, keyboards, melodica, dragspel
- John Lilley: gitarr
- David Uosikkinen: trummor
- Fran Smith Jnr: bas